# Breže, Ribnica
Breže este o localitate din comuna Ribnica, Slovenia, cu o populație de 156 de locuitori.